# Wapen van Hof van Twente

Wapen van Hof van Twente.

Het wapen van Hof van Twente is een wapen dat in 2001 is ontstaan naar aanleiding van een fusie van vijf gemeentes. Alle symbolen in het wapen zijn wel afkomstig van de wapens van de oude gemeentes.

## Symbolen
De verschillende symbolen afkomstig uit de wapens van de gefuseerde gemeentes zijn:
- De lindebomen, deze zijn afkomstig uit de wapens van Ambt Delden en Stad Delden. Hoewel het wapen van Markelo niet is vertegenwoordigd, kunnen de bomen gezien worden als zijnde ook afkomstig uit het wapen van Markelo, dat wapen bevatte ook drie bomen.
- Het hartschild, vrijwel het gehele wapen van Goor is overgenomen en geplaatst als het hartschild.
- De berenklauwen in het hartschild komen uit het wapen van Diepenheim

## Blazoen
Het blazoen van het wapen van Hof van Twente werd op 25 augustus 2003 aan de gemeente toegekend en het luidt als volgt:
In azuur twee uitgerukte lindebomen van goud en in een vergroot hartschild van keel een kruis van zilver, vergezeld in het eerste en vierde kwartier van een mispelbloem van zilver, gepunt van sinopel, en in het tweede en derde kwartier van een berenklauw van goud. Het schild gedekt door een gouden kroon van vijf bladeren.
Dit houdt in dat er twee goudkleurige,  uit de grond gerukte lindebomen op een blauwe achtergrond staan. Het rode hartschild is groter dan normaal en toont een zilveren kruis dat het hartschild in vier delen verdeeld. In het eerste en vierde deel (voor de kijker linksboven en rechtsonder) een zilveren mispelbloem met groene punten. In het tweede en derde deel (voor de kijker rechtsboven en linksonder) een gouden berenklauw. Het schild is gekroond met een gouden vijfbladerige kroon. Tussen de bladeren in zijn geen parels geplaatst.

## Verwante wapens

Het wapen van Ambt Delden
Het wapen van Stad Delden
Het wapen van Diepenheim
Het wapen van Goor
Het wapen van Markelo